# Нишівці
Ни́шівці — село в Україні, у Мурованокуриловецькій селищній громаді Могилів-Подільського району Вінницької області.

## Історія

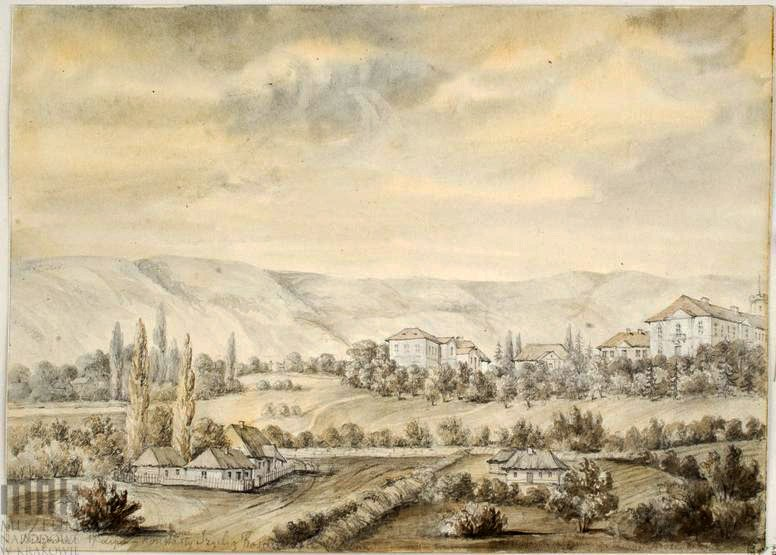
Наполеон Орда. Нишівці. Палацовий комплекс Іжицьких

В першій половині XIX ст. був збудований палац Матеуша Іжицького гербу Боньча (пол. Mateusza Iżyckiego herbu Bończa).
В околицях села знаходиться ландшафтний заказник місцевого значення — Яришівська гора.
7 (20) листопада 1917 року, відповідно до Третього Універсалу Української Центральної Ради, увійшло до складу Української Народної Республіки.
12 червня 2020 року, відповідно до Розпорядження Кабінету Міністрів України № 707-р «Про визначення адміністративних центрів та затвердження територій територіальних громад Вінницької області», увійшло до складу Мурованокуриловецької селищної громади.
19 липня 2020 року, в результаті адміністративно-територіальної реформи та ліквідації Мурованокуриловецького району, село увійшло до складу новоутвореного Могилів-Подільського району.

## Населення
Населення становить 473 особи.

### Мова
Розподіл населення за рідною мовою за даними перепису 2001 року:
| Мова       | Відсоток |
| ---------- | -------- |
| українська | 99,37%   |
| російська  | 0,42%    |
| румунська  | 0,21%    |